# Георги Трифонов (революционер)
Вижте пояснителната страница за други личности с името Георги Трифонов.
Георги Трифонов Куртев е български революционер, деец на Вътрешната македоно-одринска революционна организация.

## Биография
Георги Трифонов е роден през 1873 година в Мустафапаша, тогава в Османската империя, днес Свиленград, България. По професия е шивач. Присъединява се към ВМОРО и между 1902 и 1903 година е касиер на Мустафапашанския околийски комитет. През Илинденско-Преображенското въстание става четник при Георги Тенев и участва в нападението на село Кюстюкьой. През 1904 година е четник при Михаил Даев в Софлийско. Четник е и на Тане Николов. Взима участие в похода към Дедеагач в 1904 година.
При избухването на Балканската война в 1912 година е доброволец в Македоно-одринското опълчение и служи в Нестроевата рота на 10-а прилепска дружина.
На 30 март 1943 година, като жител на Пловдив, подава молба за българска народна пенсия, която е одобрена и пенсията е отпусната от Министерския съвет на Царство България.